# Ayumi Fujimura
Ayumi Fujimura (japonès: 藤村歩)  (Tòquio, 3 de setembre de 1982) és una Seiyū japonesa. L'1 d'abril de 2019 va anunciar que posava punt-i-final a la seva carrera.

## Doblatges fets
L'ordre d'aquesta llista és personatge i sèrie.
Anime
- Karada Iokawa de Asatte no Houkou
- Miwa Kurushima de Bartender
- Chiharu Harukaze de Hayate the Combat Butler
- Ayano Kannagi de Kaze no Stigama
- Takuma Kurebayashi de Jigoku Shōjo Futakomori
- Shion de Naruto: Shippūden the Movie
- Marie Oset de Nishi no Yoki Majo